# Kamastausee
Der Kamastausee (russisch Ка́мское водохрани́лище/Kamskoje wodochranilischtsche) ist ein Stausee in Russland an der mittleren Kama, dem größten Nebenfluss der Wolga. Der Stausee befindet sich westlich des Urals im europäischen Teil Russlands. Er hat einen Stauinhalt von 12 Milliarden Kubikmetern und eine Wasseroberfläche von 1915 km² (diese wird auch mit 1720 km² angegeben). Die mittlere Tiefe ist 6,3 m, die größte Tiefe 30 m. Der Kamastausee ist Teil der so genannten Wolga-Kama-Kaskade. Er ist 272 km lang und bis zu 30 km breit.
Nach verschiedenen Angaben wurde mit dem Bau der Stauanlage 1948 oder 1954 begonnen. Das Absperrbauwerk (⊙), das 1956 fertiggestellt wurde, steht oberhalb der Stadt Perm. Es handelt sich um eine Kombination eines Staudamms aus Erdschüttmaterial mit einer Gewichtsstaumauer. Dort wird in einem Wasserkraftwerk Strom erzeugt, wobei eine maximale Leistung von 504 MW erreicht wird. Die gewonnene Elektrizität dient der Industrie des mittleren Uralvorlandes. Weitere Zwecke der Talsperre sind Schifffahrt, Wasserversorgung und Wasserregulierung.
Der Kamastausee wird manchmal auch Permer Stausee (russisch Пе́рмское водохрани́лище/Permskoje wodochranilischtsche) genannt, um ihn von den zwei anderen Kamastauseen der Kama-Kaskade zu unterscheiden, die später flussabwärts errichtet wurden: dem Wotkinsker Stausee bei Tschaikowski und Wotkinsk an der Grenze zu Udmurtien und dem Nischnekamsker Stausee (Unteren Kamastausee) bei Nabereschnyje Tschelny in Tatarstan.
Der Permer Stausee reicht an der Kama bis oberhalb der Stadt Solikamsk. Weitere größere Orte am See sind Beresniki und Dobrjanka – beide am linken, östlichen Ufer, während sich am rechten, westlichen Ufer nur die Kleinstädte Ussolje und Tschormos befinden. Die Zuflüsse der Kama in Bereich des Stausees sind ebenfalls auf teils beträchtlicher Länge angestaut, so die Tschussowaja auf knapp 100 km oder die Wischera in ihrem Unterlauf.